# Eignungsprüfung (Straßenbau)
Die Eignungsprüfung ist eine Maßnahme zur Sicherstellung der Qualität im Straßenbau. Mit ihrer Hilfe kann für Baustoffe oder Baustoffgemische der Nachweis erbracht werden, dass diese sich für den vorgesehenen Verwendungszweck (auch im Hinblick auf den Bauvertrag) eignen. Eignungsprüfungen sind vom Auftragnehmer zu veranlassen und dürfen nur durch ein vom Auftraggeber anerkanntes Prüfinstitut durchgeführt werden. Wesentliches Merkmal der Eignungsprüfung ist auch, dass diese vor der Bauausführung durchgeführt wird. Prüfungen, die während der Bauausführung vom Auftragnehmer veranlasst werden, bezeichnet man dagegen als Eigenüberwachung.
Am häufigsten werden im Straßenbau Eignungsprüfungen für Asphalt und Beton durchgeführt, da diese Baustoffe unbedingt den geforderten Werten entsprechen müssen, um eine möglichst hohe Dauerhaftigkeit und Gebrauchstauglichkeit zu erzielen und die Eignungsprüfung nach Bauausführung im Falle Grundlage einer möglichen Gewährleistung ist.